# Enfermedad de la selva de Kyasanur
La enfermedad de Kyasanur es una infección viral aguda causada por el virus de la enfermedad de la selva de Kyasanur, un miembro del género Flavivirus, de la familia Flaviviridae; es una fiebre hemorrágica viral endémica en el sur de Asia, empezó por primera vez en Karnataka (India) causando un brote entre monos matando a varios de ellos en 1957 por eso se le conoce como enfermedad de los monos.

## Síntomas
La enfermedad tiene una alta tasa de mortalidad: hasta el 10%. Los síntomas son:
- Fiebre alta.
- Dolor de cabeza.
- Hemorragias por la cavidad nasal y de garganta.
- Vómitos.
- Hemorragias intestinales.

## Prevención y tratamiento
Existe profilaxis por vacunación, así como medidas preventivas como ropa protectora, controles de garrapata y de mosquito. Está disponible una vacuna viva atenuada. Y no hay tratamientos específicos.